# Alexejevka (Bělgorodská oblast)
Alexejevka (rusky Алексеевка) je město v Bělgorodské oblasti v Ruské federaci. Při sčítání lidu v roce 2010 měla bezmála čtyřicet tisíc obyvatel.

## Poloha
Alexejevka leží na jižním okraji Středoruské vysočiny na Tiché Sosně, pravém přítoku Donu. Od Bělgorodu, správního střediska oblasti, je vzdálena přibližně tři sta kilometrů východně.

## Dějiny
Alexejevka byla založena v roce 1685 nebo v roce 1691 a byla pojmenována podle svého prvního majitele, kterým byl Alexej Michajlovič Čerkasskij. 
Status sídla městského typu získala v roce 1939.
Za druhé světové války byla Alexejevka v červenci 1942 obsazena německou armádou a dobyta zpět 19. ledna 1943 jednotkami Voroněžského frontu Rudé armády v rámci Ostrogožsko-Rossošanské operace.
Od 19. srpna 1954 je Alexejevka městem.

### Rodáci
- Andrej Pavlovič Kirilenko (1906–1990), sovětský politik
- Matvej Kuzmič Šapošnikov (1906–1994), sovětský generál